# Simone Simon
Simone Thérèse Fernande Simon (ur. 23 kwietnia 1910 w Marsylii, zm. 22 lutego 2005 w Paryżu) – francuska aktorka filmowa.

## Biografia
Karierę filmową rozpoczynała we Francji w 1931. Darryl F. Zanuck po zobaczeniu jej w filmie Lac Aux Dames zaproponował jej pracę w Hollywood dla wytwórni 20th Century Fox. Pierwszym jej filmem miał być Under Two Flags z 1936, jednak po dwóch tygodniach zdjęć reżyser Frank Lloyd zwolnił ją, a jej postać ostatecznie zagrała inna francuska aktorka Claudette Colbert. W tym samym roku zadebiutowała w filmie Girls' Dormitory w reżyserii Irving Cummingsa. W 1937 wystąpiła u boku Jamesa Stewarta w filmie pt. Siódme niebo. W 1938 powróciła do Francji, gdzie zagrała u Jeana Renoira w Bestii ludzkiej (La Bête humaine). Po wybuchu II wojny światowej ponownie wyjechała do Stanó Zjednoczonych, gdzie wystąpiła w kilku produkcjach RKO Studios, m.in. The Devil and Daniel Webster (1941) i w horrorach Cat People (1942), The Curse of the Cat People (1944). Jednak te filmy nie odniosły już takiego sukcesu jak te sprzed wojny. W 1946 powróciła do Francji.

## Wybrana filmografia

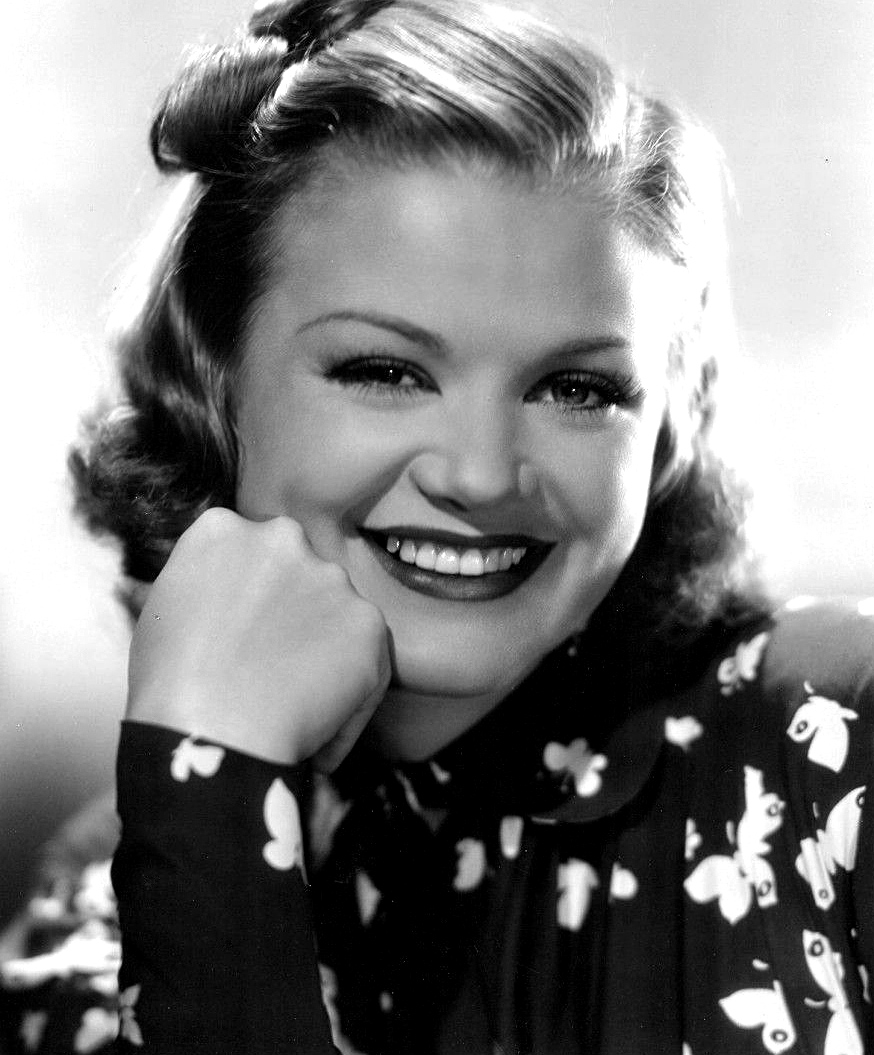
Simone Simon (1937)

Opracowano na podstawie materiału źródłowego:
- 1931: Le Chanteur inconnu
- 1932: La Petite chocolatière
- 1932: Syn mimo woli
- 1933: Le Voleur
- 1935: Oczy czarne
- 1935: Piękne dni
- 1936: Zakochane kobiety
- 1937: Siódme niebo
- 1938: Josette
- 1938: Bestia ludzka
- 1940: Cavalcade d’amour
- 1941: All That Money Can Buy
- 1942: Ludzie-koty
- 1944: Panna Fifi
- 1944: The Curse of the Cat People
- 1950: Kobieta bez nazwiska
- 1950: Rondo
- 1952: Dom pani Tellier
- 1954: Trzej złodzieje
- 1973: Kobieta w niebieskim